# Perrin Aybara

Röd Örn Baner

Röd varg Huvudet Baner

Perrin Aybara är en av huvudkaraktärerna i Robert Jordans fantasyserie Sagan om Drakens återkomst. 
Perrin är känd som en av Draken återfödds närmaste män. Han växte upp tillsammans med Rand och Mat som smedslärling i den lilla byn Emondsvall. Han flyr tillsammans med Rand, Mat, Egwene och Moiraine men kommer efter ett tag på avvägar. Då träffar han Elyas Machera och under hans ledning lär sig Perrin använda sin gåva att kunna kommunicera med vargar. Perrin gifter sig med Faile Bashere, dotter till befälhavaren Davram Bashere. Tillsammans med Faile återvänder Perrin till Emondsvall för att försvara byn mot skuggans härar. Efter det utnämns Perrin till Furste av Emondsvall.